# リュックサック

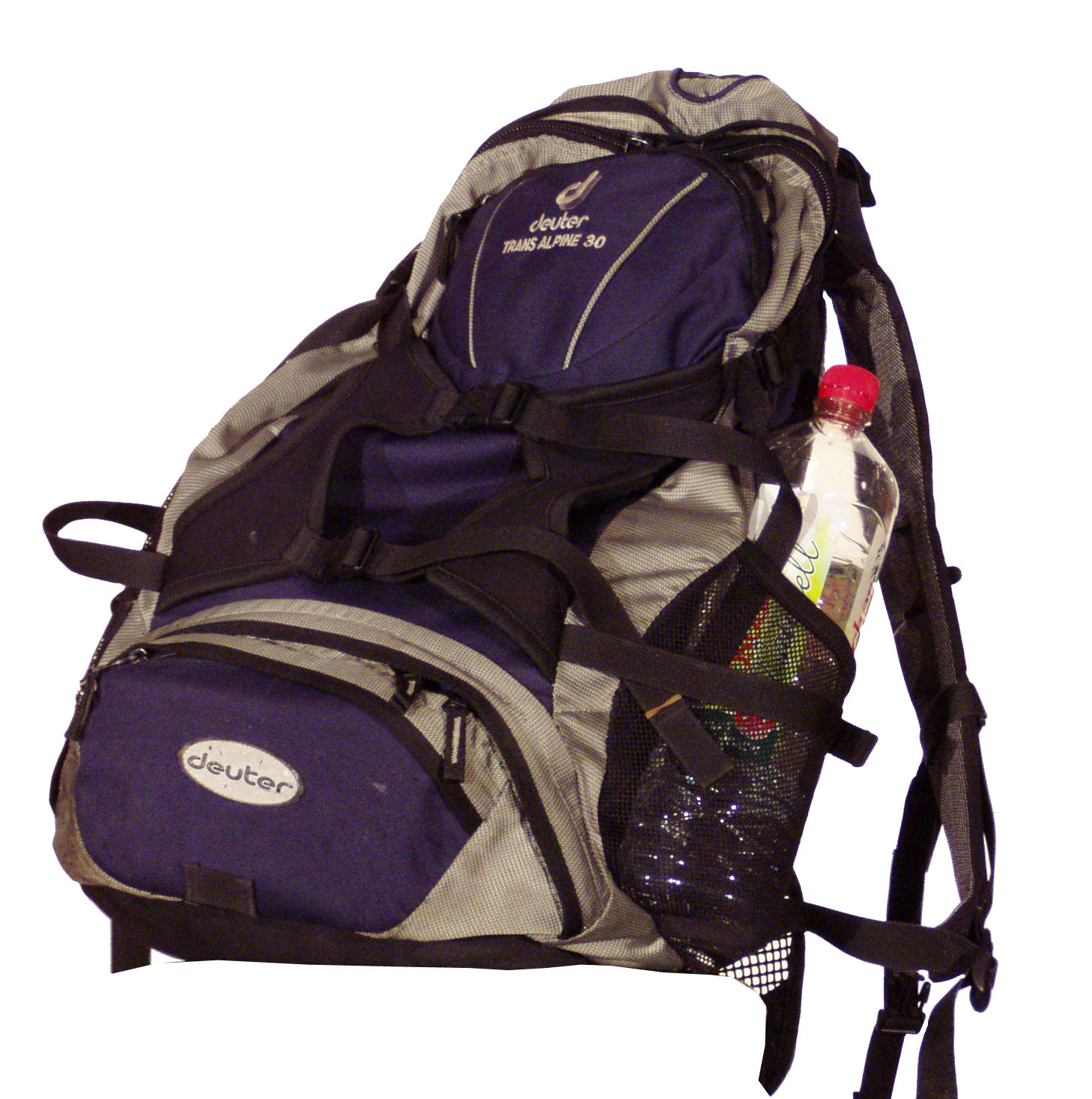
ドイター製リュックサック

リュックサック（独: Rucksack、露:  рюкза́к、 蘭: rugzak、英: rucksack：背に負う袋の意）は、荷物を入れて担ぐための袋である。登山、軍事などその用途は広く日常生活でもよく用いられる。他の呼び名として、背嚢（はいのう）、リュック、ザック（独: Sack）、バックパック（米: backpack）、ナップサック（英: knapsack）などがある。

## 名称
ドイツ語本来の発音は「ルックザック」（Rucksack）、オランダ語では「リュッフザック」で、「背中袋」の意味である。英英語にも「ラックサック」（rucksack）という語があるが、米英語では一般的に通じにくい。米英語の「バックパック」や日本語の「背嚢」は、いずれもドイツ語のなぞりである。
日本語が「ルック」でなく「リュック」であるのは標準ドイツ語で背中を意味する「リュッケン」（Rücken）に影響されたものである。ドイツ語が「Rücksack」でないのは方言（バイエルン・オーストリア語）からの借用であるためである。
日本語で単にザックと呼ぶこともあるが、ドイツ語の「ザック」（Sack）は単に「袋」という意味であり、文脈上明らかな場合を除き、リュックサックの意味では使わない。
バックパックという訳語は米国で生まれ、1910年代に北米に広がった。それ以前は「ナップサック」（Knapsack）、「サックパック」（Sackpack）と呼ばれていた。単に「パック」（Pack）とも言う。日本では「ナップサック」は、肩紐が口を絞る兼用になっている小型の袋状のものを言うことが多いが、英語ではこのような意味合いはない。また日本語の「バックパック」はバックパッカーや、それ用の巨大なリュックサックを意味することが多い。

## 分類

### 目的別の分類
デイパック（Daypack）
日帰りハイキングに使う、1日分の荷物が入る程度のナップサックの意味だが、誤って「デイバッグ」「デイバック」「ディパック」「D-pack」などとも呼ばれることもある。
アタックザック
切り立った岩の峰を岩登りによって登頂する際に便利な、岩にぶつかりにくい縦長形状。名称にかかわらず日帰りから山小屋泊まり、テント縦走、スキー用などがある。フレームがない、若しくは内蔵されており見えないことから、フレームザックに対し「ソフトパック」とも。
サブザック
メインのザックに入れておき、ベースキャンプからアタックする際、あるいは荷物の大半を置いて近くの峰まで往復する際に用いる小型軽量のザック。薄地のデイパックをサブザックとしても使える。

### 構造による分類
キスリング
両横に大きなポケットが張り出した3室からなるキャンバス製の大型ザックで、スイス・グリンデルヴァルトの馬具職人ヨハネス・ヒューフ・キスリングに由来している。日本には1929年（昭和4年）、槇有恒や松方三郎によって持ち込まれ広がった。口を巾着の様に締めたあと、余った紐でさらにその下を括って水が入らないようにできた。厚い木綿のキャンバス地はそれ自体に防水性があるが、さらに熱した揮発油にワックスを溶かして塗布することも時には行われた。1960年代には非常に広く使われ、駅の改札を通るときに横幅が広すぎて引っかかるので、体を横にしながら改札を通り抜けていたことから、かつてキスリングを背負って山に出かける若者たちは「カニ族」とも呼ばれた。容量は大きいもののパッキングが難しく、荷物の詰め方によって背負い心地に大きな差が出る。また、構造上全重量が肩にかかり血行を妨げ、最悪の場合は腕が麻痺してしまう「ザック肩」になるなど負担が大きいため、現在ではほとんど使用されない。
フレームザック
背負子のようなフレームを持ち、その全体または一部を包み込むように作られた縦長のリュックサック。内容が上下にいくつかに区画され、それぞれの背面などから取り出せるようになっている。また、腰を巻くベルトを持つ例が多い。これを締めると、ザック全体が背面に押しつけられる。このために荷物の量にかかわらず型崩れせず、背面全体に重みがかかるために肩への負担も少ないなど、上記のキスリングの問題点が大幅に改善されており、現在ではほとんどがこの型である。他方でキスリングにくらべると重心が高くなり、バランスを取るのが難しくなる面もある。下記の歴史の項を参照。
ナップサック
日本語では小型で簡易的なリュックサックをこう呼ぶ。キスリングを軽く小さくしたものや、より縦長な形のものが普通。子供の遠足の定番である。登山用でなく、町で使用することを前提としたものも数多く、平成以降では学生の鞄としても普通に見られる。

## 歴史
布あるいは皮革でできた袋を両肩に回した帯によって背中に負うタイプの袋は、打ち止めた獲物を担いで山野を渉猟する猟人のために最初に考案されたと考えられる。それまでの袋は一方の肩だけに掛けるものであったため、重量のある物を運ぶとき肩を痛めがちであり、また安定を欠いた。軍隊では兵士は食糧衣服等を収めたいくつもの肩掛け袋や水筒を左右交互にたすき掛けに負い、さらに銃の負い革と弾薬袋をたすき掛けにしなければならず、多数の負い革で胸部を締めつけた状態で行軍し戦っていた (カール・テオフィル・ギシャールの重装歩兵と擲弾兵の項を参照) 。軍用の背嚢が実用化されたのは18世紀になってからである。

### 日本における歴史
背負って物を運ぶ知恵は日本でも昔からあり、代表的な運搬具は木材と藁縄で作った背負子であった。日本で登山と云うスポーツが流行し始めた頃、登山者は風呂敷や肩掛け鞄程度のわずかな荷物しか背負わず、地元で雇った案内人や人夫に背負子により背負わせて行動した。ウォルター・ウェストン以前にも外国人登山家は自国からリュックサックを携え、日本国内の山を歩く際にも使って周囲の人の眼に触れていたはずだが、関心を呼ぶには至らなかった。
日本でアルピニストの視点でリュックサックを見て登山用具としての実用性を初めて認めたのは岡野金次郎（1874年ｰ1958年）である。勤務先でウォルター・ウェストンの『日本アルプス - 登山と探検 - 』を見た岡野はウェストンを訪ね、ウェストンは岡野を応接間に通し、しばらく山の話に興じた後にピッケル、クライミングロープ、登山靴などの各種の登山用具を見せ、使用法などを説明した。これらは岡野にとって珍しいものばかりであったが、特に興味を引いたのがリュックサックであり、「（当時自分たちは）肩に掛けるカバンを使っていたから、初めて見るリュックサックは便利に思われ」たという。
1898年（明治31年）、山崎直方は地理学研究のためにドイツ留学し、ウィーンではアルブレヒト・ペンクについて氷河について学び、この間アルプスの氷河を訪問して研究をし、1902年（明治35年）の帰国の際にはピッケル、登山靴などと並びリュックサックも持ち帰り、1905年に日本山岳会ができると第一回大会でこれらを展示した。1902年の夏には白馬岳に登山して氷河の存在を確認、1904年8月には立山、薬師岳で圏谷を発見するなどしているが、この際リュックサックを使ったことは間違いなく、日本人として初めてリュックサックを使った人物である可能性がある。この、山崎が持ち帰ったリュックサックを見本として石川光春ら3人が複製し、これが日本製リュックサックの最初だと考えられている。
スイス・グリンデルヴァルトの馬具職人ヨハネス・ヒューフ・キスリングは普通に使われていたリュックサックをグリンデルヴァルトの登山案内人の経験に従って改良し、大都市の運動具店で買えるものより格段に堅牢で使い良くなり、注文社に好評を得ていた。すなわちこれはキスリング一人の考案ではなく、キスリングは単にたまたまグリンデルヴァルトでリュックサックを作っていた職人の一人であったということで、現地には「キスリング型」という言葉もない。しかしこのキスリングが作ったリュックサックを槇有恒や松方三郎が日本に持ち帰り、帆布職人でリュックサックも製作していた片桐貞盛に作られたところからたちまち広がり、一時は日本中の登山用リュックサックがいわゆる「キスリング型」になった。
日本では長い間、他の登山用品の呼称（例：ピッケル、アイゼン、シュラフ、ツェルトなど）と同様に、ドイツ語由来の「リュックサック」や「ザック」という呼び名で親しまれたが、1970年代後半から1980年代にかけてアメリカ文化の一つと言える「バックパッキング」という行為が日本に紹介されると同時に、バックパックと英語で呼ぶことが徐々に一般化していった。ただし、単に言葉が入れ替わっただけではなく、当時日本に紹介されたバックパックは背負子型の金属フレームに、複数の収納スペースを持つナイロン製のパックが装着されたもので、その形状からして斬新だった。内容的にも当時としては最新の材料（ジュラルミンチューブ、密閉型セルのフォームパッドなど）を活用した先進的なもので、固くて重いコットンキャンバス製のキスリングスタイルのリュックサックが一般的だった当時の日本人登山家を大いに驚かせた。これらはフルフレームパック（エクスターナルフレームパック）と呼ばれるタイプで、昔は木枠＋キャンバスで作られていた背負子型を、当時の最新マテリアルでリメイクしたものと言える。とはいえ、単に素材を新しくしただけではなく、荷物を腰骨で支えるという発想を大きく取り入れており、分厚いパッドをくるんだ大型ヒップベルトや、背中の形に合わせるように曲げたフレームなど、形状的にもさまざまな工夫が施されていた。これらのフルフレームパックは主にアメリカ本土に多い平坦なロングトレイルを長期間歩くために開発されたものだったため、地形の急峻な日本の山岳地での利用には合わないと評されるようになり、一時のブームが過ぎ去った後は登山道で見かけることもほとんどなくなった。
キスリングに代表される旧式のパックでは、荷物は肩ベルトおよび袋との摩擦により背中全体で荷重を担うものである。ウェストベルトのついているタイプもすでに存在していたが、それらの多くは“荷物が揺れるのを防ぐ”という程度の意味合いしか持たないものだったと考えられる。小型のバックパックに付いている細いウェストベルトと、大型パックに付いている分厚いパッド入りのヒップベルトでは、その目的が全く違っており、近代フレームパックの出現を期にヒップベルトの重要性が広く認識され、荷重をいかに腰骨に分散するかということが本気で考えられるようになったと言える。ただしヒップベルトが発明されたのは、綿帆布と違って合繊生地では背中との摩擦が充分でなかったことが大きいと思われる。大型キスリングザックの使用者も実は腰でかなりの重量を支えており、山行のあとには腰の後ろに水平にアザができていた。
そして、フルフレームパックの代わりに登場したのがフレーム構造を外に出さずにパックの中に収めてしまったインターナルフレームパックである。荷重を支えるフレームが外から中に配置換えされたと同時に、エクスターナルフレームのパックよりも柔軟性のあるフレーム構造が取り入れられ、背負い心地、機動力ともに向上した。例えて言えばトラックタイプの架台型シャシーから乗用車のフロアパネル一体型シャシーへの進化のようなものかもしれない。現在の大型パックのほとんどはこのインターナルフレーム構造であり、今やエクスターナルフレームを持つバックパックは本家アメリカにおいても数少なく、軍用のMOLLEで採用されている程度（Pouch Attachment Ladder System#アメリカ）。
ジュラルミンやFRP（最近はチタン合金やカーボンファイバーなども利用されている）で作られた薄手の背面フレームを背面パネルに内蔵したインターナルフレームパックは、外見からはフレームを内蔵していることが判らないので、フレームの有効性を意識していない利用者も多いと言われる。また、中・小型のバックパックでは、荷重がそれほど高くないことを前提にフレームの構造が簡略化されているものも多く、中には軽量化を優先して「シャシー」というよりは「支え」と呼ぶほうが似つかわしい程度のフレームしか持たないものもある。
外見からの簡易な判別法としては、ヒップベルトに注目すると判りやすい。しっかりしたフレームで荷重分散をさせようと意図されたバックパックでは、総じてヒップベルトも大きくてしっかりしたものが与えられていることが一般的である。もちろん、これらは設計思想の違いに基づく結果であって、一概にどちらがよいと言えるものではない。
いずれにしろ、インターナルフレームパックの内蔵フレームはあくまでも荷重を支えるためのものなので、軽い荷物しか入れないパックに頑丈なフレームを組み込んでも、単に無駄な重量が増すだけである。デイパックのような小型のものでは、フレームを持たず、型くずれと背中へのアタリを緩和するためのフォームパッドやプラスティック製のプレートを内蔵しているだけ、という程度が普通であり、製造メーカーによっては、フレームを内蔵していない縦長のリュックサックをあえて「ソフトパック」と呼ぶ場合もある。
日本における軍隊の背嚢は、明治初年、陸軍の創設の時、フランスにならって背嚢が採用されたことに始まる。下士官以下用と、将校用との2種類があり、下士官以下用は硬性、中枠と外皮とから成り、中枠はヒノキ材、幅9寸5分、長さ9寸4分、厚さ3寸5分、外皮は牛毛皮であった。将校用は軟性、茶褐色揉革から成り、幅8寸、長さ9寸3分、厚さ2寸7分であった。いずれの背嚢にも様々な装備品を縛着できるよう、外面にストラップやループが設けられた。1939年に制定された下士官兵用の九九式背嚢は帆布製で、多数のひもが取り付けられていた形状から「タコ足背嚢」とも呼ばれた。

### 最近[いつ?]の動向
- 上半身の筋肉を代行するフレーム構造と太いベルトが疲れを軽減するという。その分、重量が増す傾向にあるので、総合的な判断が必要である。
- 網やゴムでペットボトルなどを簡単に脱着できる工夫も目立つ。ファスナー付の開口部も多くなっている。
- 大型リュックサックでは、肩ベルトの上端取り付け位置の高さ調整機能を持ったものが増えている。
- 3wayバッグの1形態に採用されることが多い。例えば、「リュック・手提げ・ショルダー」や「リュック・手提げ・車輪付キャリーケース」など。
- ハイドレーションシステム用の水袋（リザーバー）対応のコンパートメントを備えたものが、主にスポーツ向けモデルや軍用向けモデルに増えている。
- 民生用ではインターナル・フレームが全盛だが、軍用（特にアメリカ軍）ではエクスターナル・フレームタイプが「MOLLEシステム」（MOdular Lightweight Loadcarrying Equipmentの略）として制式になっている。これはメインパック、パトロールパック、スリーピングシステム（要は寝袋）、ウエストバッグを一つのフレームにまとめて付けたもので、従来のALICEシステムから改められた。
- 2023年、アメリカのミシガン州では、児童がバックパックに拳銃を入れて学校に持ち込む例が発生。２つの学区で児童生徒によるバックパックの持ち込みを禁止した[4]。このほかイリノイ州の一部の学校では、教室におけるリュックサックの置き場の確保や、リュックサックを背負っていると廊下の往来の邪魔になるとして持ち込みを禁止している[5]。

## ファッション
- 荷物用カラビナにカップ等をつける人と、逆にテントマットまで中に入れる“見せない”主義の人[誰?]がいる。熊避けの鈴くらいならともかく、カップ等をつけるのは、ベルトホルダーが傷む原因になるからやめた方がよいと言う専門家[誰?]もいる。
- アキバ系の人間達を象徴するものとしてリュックサックがある[要出典]。リュックサックから丸めたポスターが出ている「ビームサーベル」スタイルなどが代表的なものである（18禁ゲームKanonのポスターの場合はカノン砲とも呼ばれる）。ただ、リュックサックを背負うファッションスタイルそのものがアキバ系というわけではなく、スケートボードなどを収納できるリュックサックや高級アウトドアブランド（グレゴリー、カリマー、ザ・ノース・フェイス、コロンビアなど）のリュックサックはストリートファッションの一部としての役割も持っている。